# 大鷲村
大鷲村（おおわしむら）はかつて岐阜県郡上郡に存在した村である。
現在の郡上市高鷲町大鷲に該当する。

## 歴史
- 1874年（明治7年） - 中切村を鷲見中切村に改称する。
- 1874年（明治8年）1月 - 向鷲見村、鷲見中切村、穴洞村、正ヶ洞村が合併し、大鷲村となる。
- 1889年（明治22年）7月1日 - 町村制により、大鷲村が発足。
- 1897年（明治30年）4月1日 - 鮎立村、西洞村、鷲見村と合併し、高鷲村発足。同日大鷲村は廃止。